# Fez (hoofddeksel)

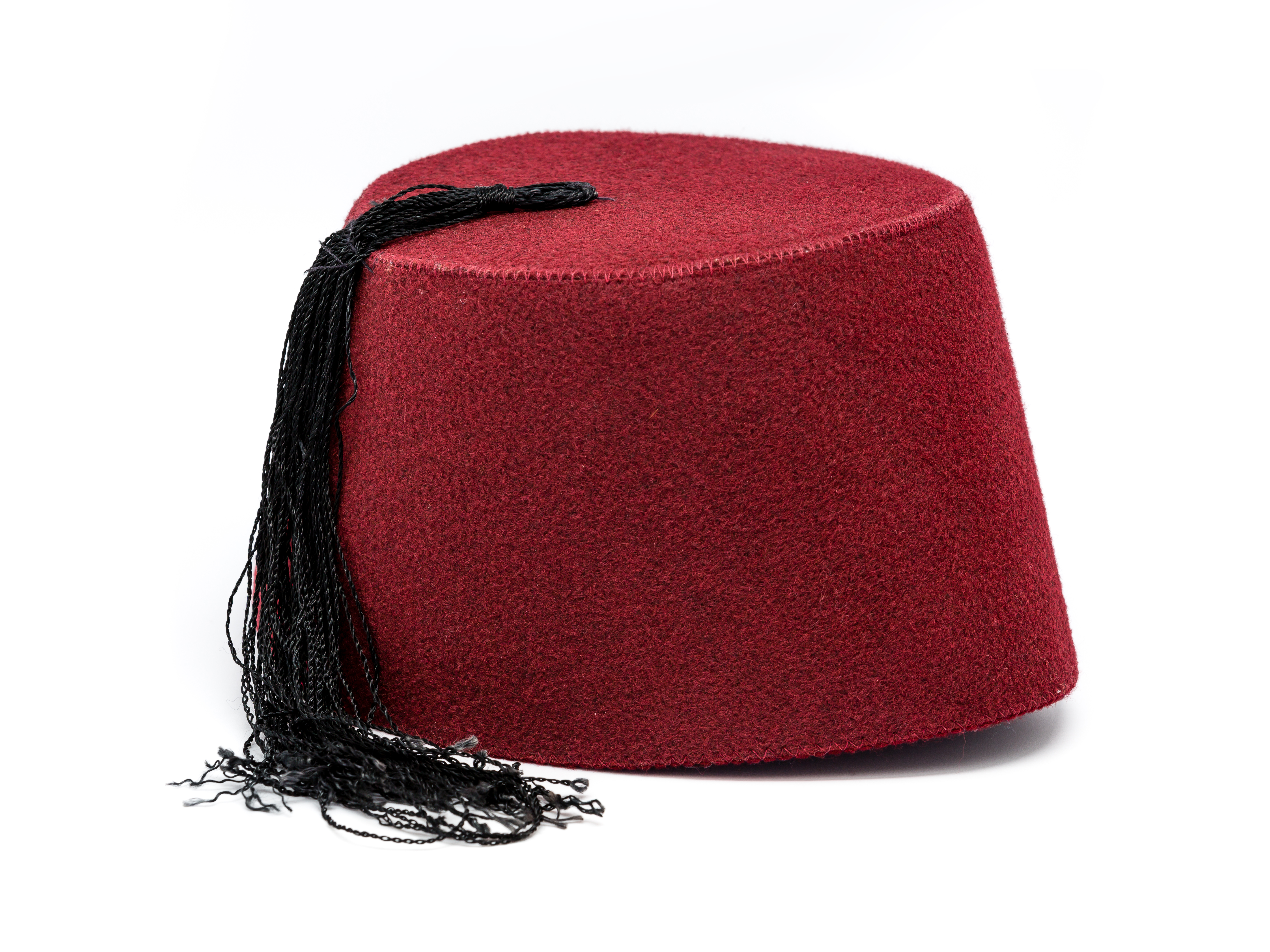
Een fez

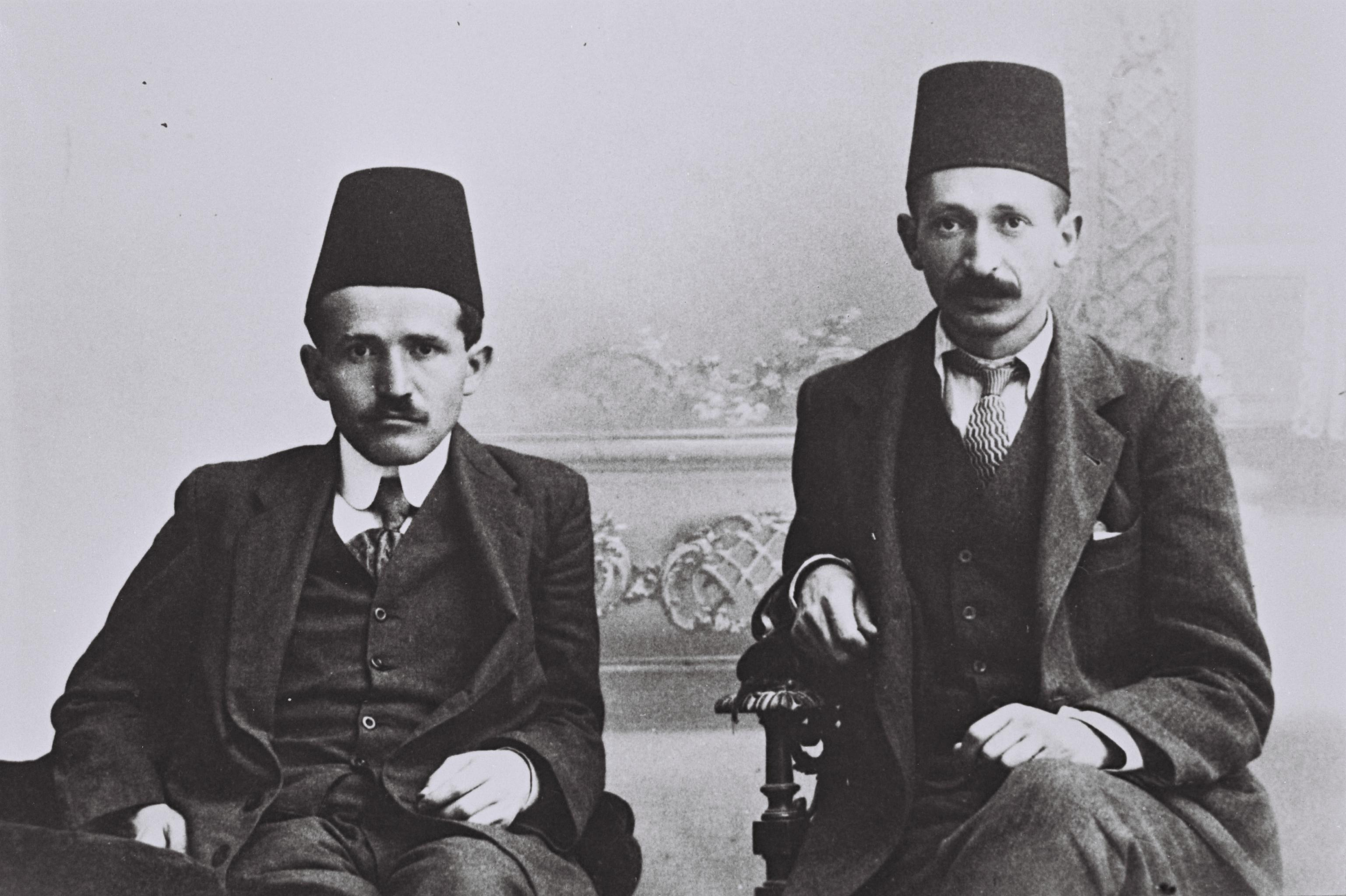
David Ben-Gurion en Itzhak Ben-Zvi

Een fez, (Turks: fes, Osmaans: فس) ook wel tarboosh genoemd (Arabisch: طربوش, geromaniseerd: ṭarbūš, afgeleid van het Perzisch: سرپوش, geromaniseerd: sarpuš, letterlijk. 'pet/kap') en in het Nederlands vroeger ook wel Turkse kap genoemd, is een hoofddeksel dat genoemd is naar de stad Fez in Marokko. In de Franse taal komt het begrip voor het eerst voor in 1664. Hij werd oorspronkelijk gemaakt van marokijn, een fijn soort roodgekleurd geitenleer, en later vooral van vilt. De vorm is een iets taps toelopende cilinder met een kwastje bovenop.
In de 19e eeuw werd het hoofddeksel in vooral Turkije en Griekenland massaal gedragen, zowel door mannen als door vrouwen. In 1826 was de fez door Sultan Mahmut de Tweede verplicht gesteld voor Turkse ambtenaren en militairen. De tulbanden, die ze tot dan toe hadden gedragen, werden verboden. Hoewel de imams daar aanvankelijk tegen waren, werd het hoofddeksel geaccepteerd en als symbool voor het Ottomaanse Rijk, zowel cultureel als religieus. De fez was internationaal in aanzien en werd vervaardigd in Zuid-Frankrijk, Oostenrijk, Zwitserland, Duitsland en Turkije.

## Verbod
In 1925 werd, na het verdwijnen van het Ottomaanse Rijk, de fez door de eerste president van Turkije, Mustafa Kemal Atatürk, bij wet verboden. Volgens hem was het met het stichten van de nieuwe republiek de tijd gekomen om over te gaan naar een moderne wereldburger en daar hoorde een fez niet bij. Sinds 1925 maakt de fez geen deel meer uit van de Turkse mannenkleding.
Nadat Atatürk met het fezverbod was gekomen, riepen imams op het platteland er om religieuze redenen toe op het hoofddeksel te blijven dragen. Minstens twee imams zijn daardoor aan de galg geëindigd. In totaal zijn door de overheid om de protesten de kop in te drukken in Turkije 78 personen opgehangen.

## Enkele fezdragers
- De komiek Tommy Cooper droeg een fez tijdens zijn optredens.
- Laurel en Hardy dragen fezzen in hun film Sons of the Desert. De leden van de gelijknamige Laurel & Hardy-fanclub dragen ook fezzen op bijeenkomsten.
- De elfde Doctor uit Doctor Who droeg in verschillende afleveringen een fez.
- DENK-Kamerlid Selçuk Öztürk droeg op Prinsjesdag 2018 een oranje fez.